# Regrutacija
Regrutacija je sveobuhvatni proces identifikacije, pronalaženja izvora, skrininga, odabira u uži izbor i intervjuisanja kandidata za poslove (bilo stalne ili privremene) u okviru organizacije. Regrutacija je takođe proces koji uključuje odabir ljudi za neplaćene uloge. Menadžeri, stručnjaci za ljudske resurse i stručnjaci za zapošljavanje mogu imati zadatak da obavljaju regrutaciju, ali se u nekim slučajevima za delove procesa koriste, poput zapošljavanja u javnom sektoru, komercijalne agencije za zapošljavanje ili specijalističke konsultacije za pretragu kao što je izvršna pretraga u slučaju viših pozicija. Regrutovanje zasnovano na Internetu je sada široko rasprostranjeno, uključujući korišćenje veštačke inteligencije (AI).

## Spoljašnje veze
- Mediji vezani za članak Regrutacija na Vikimedijinoj ostavi